# Sauromalus varius
El chacahuala de l'illa San Esteban (Sauromalus varius), conegut també com chacahuala pinto, és un llangardaix escatós pertanyent al gènere Sauromalus. Aquesta espècie és endèmica de l'illa San Esteban, situada en el Golf de Califòrnia. És la més gran i la més amenaçada dins del seu gènere. Va ser descrita per primera vegada en 1919 per la herpetóloga estatunidenca Mary Cynthia Dickerson, a partir de l'holotip USNM 64441.

## Etimologia

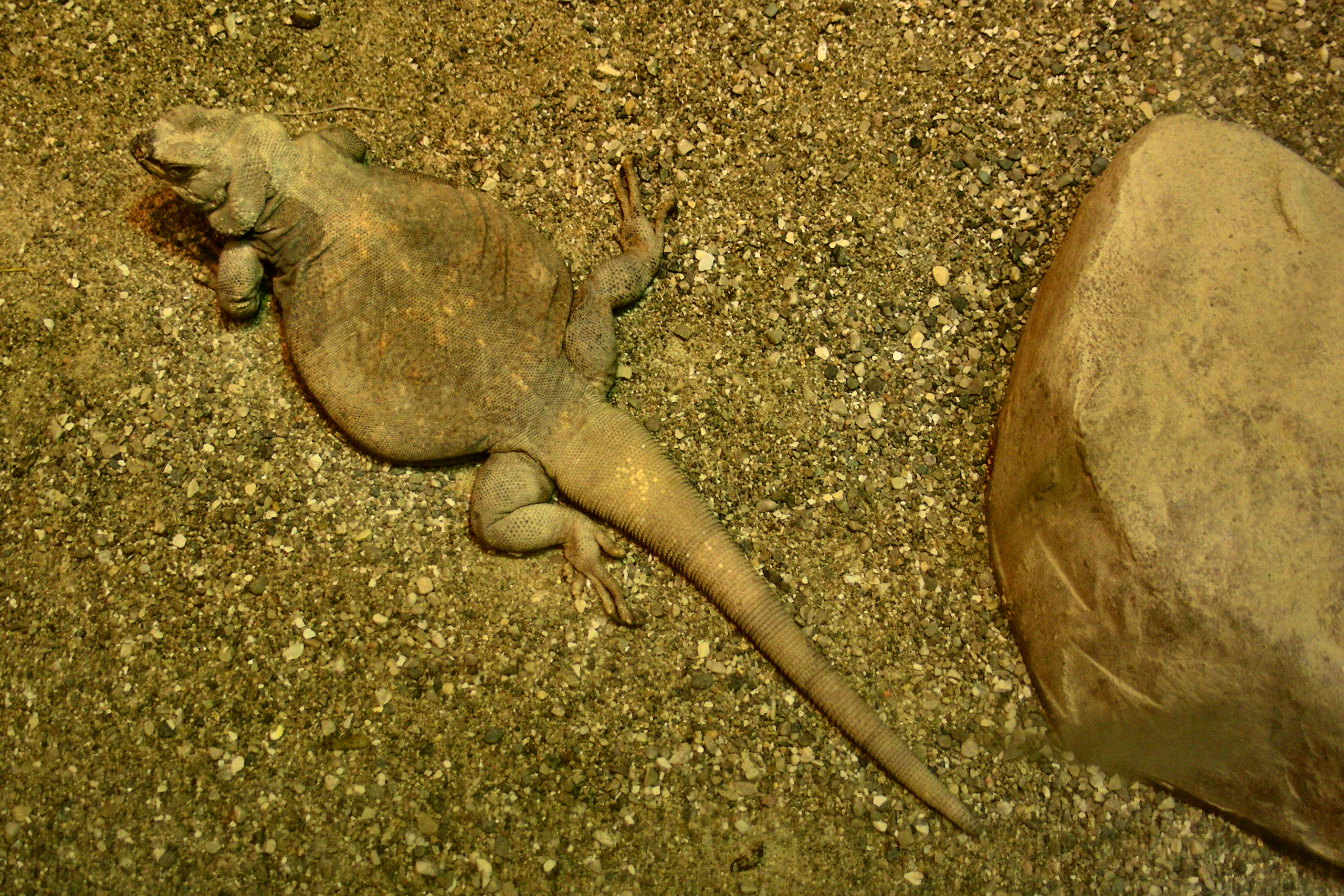
Aspecte "pla" del llangardaix.

El nom comú de aquesta especie, chacahuala, és una transcripció a l'espanyol i deriva de la paraula xoixon tcaxxwal, o de la paraula caxwal, utilitzada pel poble cahuilla. El poble comchaac (seri) va nomenar originalment a l'illa Sant Esteban per aquesta espècie: Coftécöl lifa, que es tradueix com la península del gegant chacahuala.

## Descripció

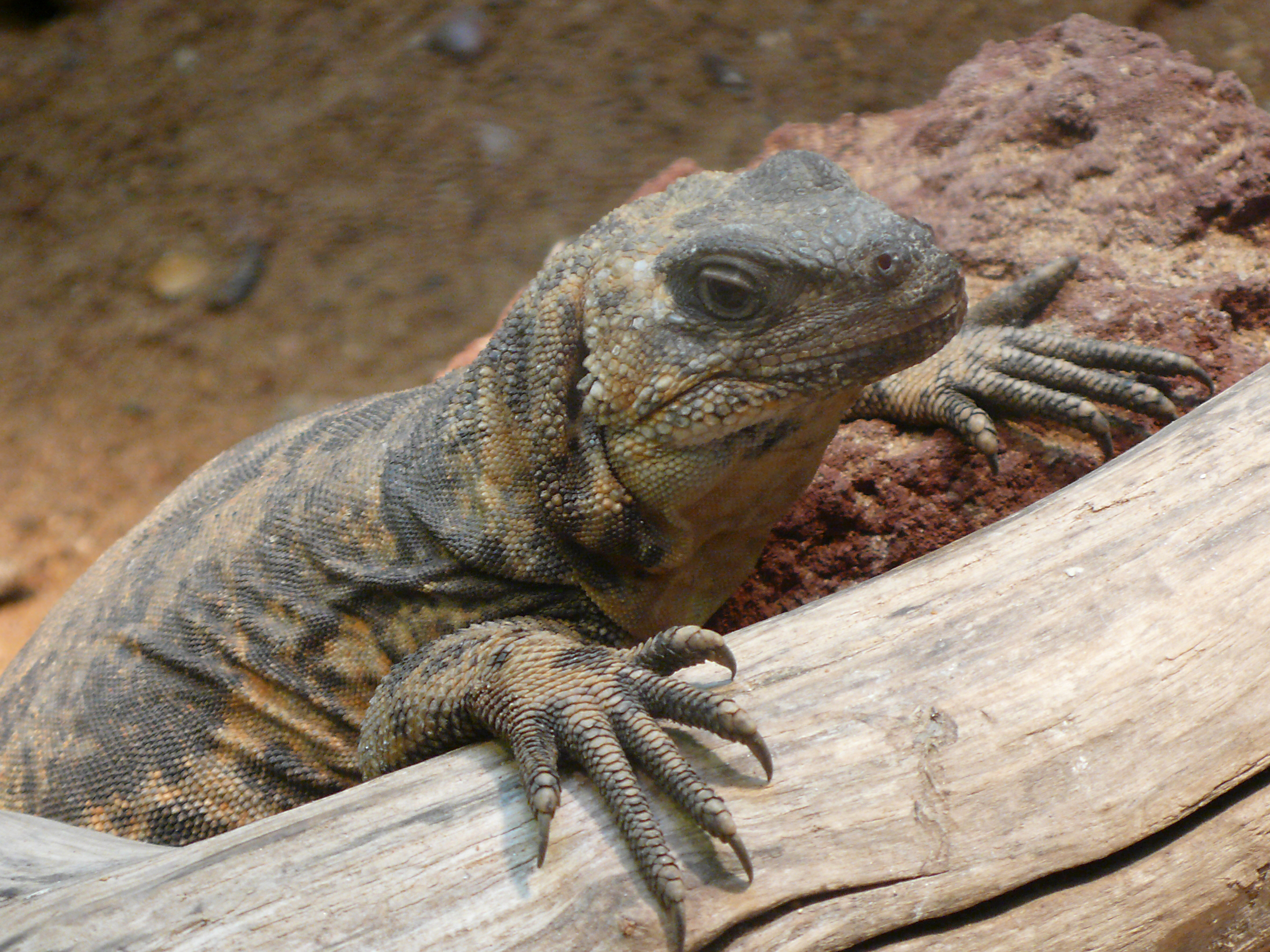
Sauromalus varius

El chacahuala de l'illa Sant Esteban és el major dels cinc tipus de chacahualas, aconseguint una longitud corporal de fins a 61 cm i una grandària total de 76 cm. Pot arribar a pesar 1.4 kg. Aquesta espècie, juntament amb el chacahuala de l'illa Ángel de la Guarda, representa un exemple de gegantisme insular, ja que és de tres a quatre vegades més gran que les espècies continentals del seu gènere.
Aquest llangardaix té escates nucals mitjanament engrandides, encara que són una mica més petites que les grans escates del cap. Posseeix també escates preauriculars que presenten una lleugera tendència a formar espines en la part posterior, mentre que les escates postauriculars són petites.

### Coloració
La coloració d'aquesta espècie varia de groguenca a un marró vermellós clar, amb taques fosques irregulars distribuïdes en els costats dorsals, la qual cosa li dona un aspecte clapejat.

### Alimentació
El chacahuala de l'illa San Esteban és estrictament herbívor. Al seu hàbitat, s'alimenta principalment de fruits i llavors, encara que també consumeix fulles, cactus i herbàcies. La seva dieta es basa més alt en parts d'arbustos i arbres, sent el pal fierro la seva principal font d'aliment. Durant l'estiu, les flors de camamilla blanca són especialment importants en la seva dieta. A l'illa Roca Lobos, la seva alimentació està dominada per flors de cholla.